# (37777) Pérez-Reverte
(37777) 1997 GE32 est un astéroïde de la ceinture principale d'astéroïdes découvert en 1997.

## Description
(37777) 1997 GE32 a été découvert le 12 avril 1997 à l'observatoire astronomique de Majorque, au sud de Costitx sur l'île de Majorque en Espagne, par Ángel López Jiménez et Rafael Pacheco.

### Caractéristiques orbitales
L'orbite de cet astéroïde est caractérisée par un demi-grand axe de 3,7 ua, un périhélie de 2,68 ua, une excentricité de 0,13 et une inclinaison de 7,99° par rapport à l'écliptique. Du fait de ces caractéristiques, à savoir un demi-grand axe compris entre 2 et 3,2 ua et un périhélie supérieur à 1,666 ua, il est classé, selon la JPL Small-Body Database, comme objet de la ceinture principale d'astéroïdes.

### Caractéristiques physiques
(37777) 1997 GE32 a une magnitude absolue (H) de 14,3 et un albédo estimé à 0,036.